# NGC 2861
NGC 2861 في الفهرس العام الجديد، هي مجرة، تقع في كوكبة الشجاع. اكتشفت في 28 مارس 1864 بواسطة ألبرت مارث.

## روابط خارجية
- NGC 2861 على موقع ويكي سكاي: DSS2, SDSS, GALEX, IRAS, Hydrogen α, X-Ray, Astrophoto, Sky Map, Articles and images